# Nils Johan Anjou
Nils Johan Anjou, född 24 juli 1813 i Uppsala, död 8 april 1873 i Stockholm, var en svensk rådman och musiker. Han var ledamot av  Kungliga Musikaliska Akademien.

## Biografi
Nils Johan Anjou föddes 24 juli 1813 i Uppsala. Han var son till domkyrkosysslomannen Nils Jacob Anjou och Anna Margareta Öberg. Han arbetade som justitierådman i Norrköping.
Anjou var amatör på piano och cello samt ledare för Musikaliska sällskapet i Norrköping. Han invaldes 1856 som ledamot nummer 347 av Kungliga Musikaliska Akademien. Han var även ledamot av Bach-sällskapet i Leipzig. Anjou avled 8 april 1873 i Stockholm av njurinflammation.